# Steinbeisbahn
| |                                                   |           |  |       |                  |                  |
| Streckenlänge: | 392 km                                            |           |  |       |                  |                  |
| Spurweite: | 760 mm (Bosnische Spur)                           |           |  |       |                  |                  |
| Maximale Neigung: | Prijedor–Lička Kaldrma: 29 ‰ Srnetica–Jajce: 24 ‰ |           |  |       |                  |                  |
| Minimaler Radius: | Prijedor–Lička Kaldrma: 45 m Srnetica–Jajce: 40 m |           |  |       |                  |                  |
| |                                                   |           |  |       |                  |                  |
| \| von Sunja \| \| \| \| \| \| \| \| 142 m ü. A. \| Prijedor \| 0.0 \| \| \| \| \| \| nach Banja Luka \| \| \| \| \| \| \| \| Baltine Bare \| Baltine Bare \| 4.4 \| \| \| \| \| \| Rasavici \| Rasavici \| 8.4 \| \| \| \| \| \| 145 m ü. A. \| Pejići \| 11.9 \| \| \| \| \| \| Usorci \| Usorci \| 17.1 \| \| \| \| \| \| Trnova \| Trnova \| 23.9 \| \| \| \| \| \| 150 m ü. A. \| Sanski Most \| 28.4 \| \| \| \| \| \| Krkojevci \| Krkojevci \| 32.4 \| \| \| \| \| \| Kljevačke Bare \| Kljevačke Bare \| 36.3 \| \| \| \| \| \| 181 m ü. A. \| Bosanski Vrhpolje \| 40.2 \| \| \| \| \| \| 203 m ü. A. \| Sanica Donja \| 50.9 \| \| \| \| \| \| 249 m ü. A. \| Sanica Gornja \| 53.9 \| \| \| \| \| \| 376 m ü. A. \| Sanička Rijeka \| 61.1 \| \| \| \| \| \| 531 m ü. A. \| Grmeč \| 70.5 \| \| \| \| \| \| 681 m ü. A. \| Mala Poljana \| 75.6 \| \| \| \| \| \| 700 m ü. A. \| Lanište Bosansko \| 81.0 \| \| \| \| \| \| 767 m ü. A. \| Donje Bravsko \| 85.3 \| \| \| \| \| \| 801 m ü. A. \| Bravsko \| 88.2 \| \| 62 \| Ribnik Gornji \| Ribnik Gornji \| \| 914 m ü. A. \| Bunara \| 96.5 \| \| \| ohne \| ohne \| \| 1051 m ü. A. \| Vranjevac \| 104.6 \| \| \| Zwischen- \| Zwischen- \| \| 1047 m ü. A. \| Srnetica \| 109.4 0.0 \| \| \| stationen \| stationen \| \| \| \| \| \| \| \| \| \| Uvala \| Uvala \| 114.0 \| \| 11.7 \| Potoci \| 1029 m ü. A. \| \| 1038 m ü. A. \| Vrletina \| 121.2 \| \| 14.5 \| Kurjeva Kosa \| Kurjeva Kosa \| \| Brizgač \| Brizgač \| 125.7 \| \| 22.1 \| Tisova Kosa \| Tisova Kosa \| \| Oštrelj \| Oštrelj \| 130.3 \| \| 27.4 \| Lisina \| Lisina \| \| Crvljivica \| Crvljivica \| 136.1 \| \| 36.8 \| Ovčara \| 1164 m ü. A. \| \| 784 m ü. A. \| Pasjak \| 140.7 \| \| 39.1 \| Stara Ovčara \| Stara Ovčara \| \| 549 m ü. A. \| Spitzkehre Oštrica \| 150.4 \| \| 44.6 \| Mlinište \| 1125 m ü. A. \| \| 481 m ü. A. \| Drvar \| 153.6 \| \| 49.4 \| Podgora \| 1115 m ü. A. \| \| km 161.2 Kamenolom \| km 161.2 Kamenolom \| 161.2 \| \| 54.6 \| Čardak \| Čardak \| \| 702 m ü. A. \| Bosanska Kamenica \| 163.8 \| \| 63.2 \| Padovi \| 846 m ü. A. \| \| 965 m ü. A. \| Hrnjadi \| 174.5 \| \| 71.7 \| Pliva \| Pliva \| \| Bobara \| Bobara \| 179.1 \| \| 78.7 \| Sokolac \| Sokolac \| \| 755 m ü. A. \| Vaganj \| 185.1 \| \| \| Sokočnica \| Sokočnica \| \| Trubar \| Trubar \| 190.9 \| \| 85.5 \| Šipovo \| 440 m ü. A. \| \| Grenze BiH-Kroatien \| Grenze BiH-Kroatien \| \| \| 88.3 \| Volari \| Volari \| \| von Novi Grad (Una-Bahn) \| von Novi Grad (Una-Bahn) \| \| \| 95.8 \| Jezero \| 432 m ü. A. \| \| 678 m ü. A. \| Lička Kaldrma \| 193.7 \| \| 102.9 \| Plivska Jezera \| Plivska Jezera \| \| Lički Tiškovac \| Lički Tiškovac \| 198[2] \| \| 105.2 \| Jajce \| 387 m ü. A. \| \| Ševina Poljana \| Ševina Poljana \| 202 \| \| \| nach Donji Vakuf \| nach Donji Vakuf \| \| Bosanski Drenovac \| Bosanski Drenovac \| 206 \| \| \| \| \| \| Strmica \| Strmica \| 213 \| \| \| \| \| \| Komalić \| Komalić \| 217 \| \| \| \| \| \| Golubić \| Golubić \| 221 \| \| \| \| \| \| von Oštarije \| \| \| \| \| \| \| \| von Zadar \| \| \| \| \| \| \| \| 214 m ü. A. \| Knin \| 230 \| \| \| \| \| \| nach Split \| \| \| \| \| \| \| \| Lička Kaldrma–Knin seit 1948 Abschnitt der normalspurigen Una-Bahn[2] \| \| \| \| \| \| \| |                                                   |           |  |       |                  |                  |
| Streckenprofil der Bahnstrecke Prijedor–Srnetica–Knin/Jajce. |                                                   |           |  |       |                  |                  |
| von Sunja |                                                   |           |  |       |                  |                  |
| 142 m ü. A. | Prijedor                                          | 0.0       |  |       |                  |                  |
| nach Banja Luka |                                                   |           |  |       |                  |                  |
| Baltine Bare | Baltine Bare                                      | 4.4       |  |       |                  |                  |
| Rasavici | Rasavici                                          | 8.4       |  |       |                  |                  |
| 145 m ü. A. | Pejići                                            | 11.9      |  |       |                  |                  |
| Usorci | Usorci                                            | 17.1      |  |       |                  |                  |
| Trnova | Trnova                                            | 23.9      |  |       |                  |                  |
| 150 m ü. A. | Sanski Most                                       | 28.4      |  |       |                  |                  |
| Krkojevci | Krkojevci                                         | 32.4      |  |       |                  |                  |
| Kljevačke Bare | Kljevačke Bare                                    | 36.3      |  |       |                  |                  |
| 181 m ü. A. | Bosanski Vrhpolje                                 | 40.2      |  |       |                  |                  |
| 203 m ü. A. | Sanica Donja                                      | 50.9      |  |       |                  |                  |
| 249 m ü. A. | Sanica Gornja                                     | 53.9      |  |       |                  |                  |
| 376 m ü. A. | Sanička Rijeka                                    | 61.1      |  |       |                  |                  |
| 531 m ü. A. | Grmeč                                             | 70.5      |  |       |                  |                  |
| 681 m ü. A. | Mala Poljana                                      | 75.6      |  |       |                  |                  |
| 700 m ü. A. | Lanište Bosansko                                  | 81.0      |  |       |                  |                  |
| 767 m ü. A. | Donje Bravsko                                     | 85.3      |  |       |                  |                  |
| 801 m ü. A. | Bravsko                                           | 88.2      |  | 62    | Ribnik Gornji    | Ribnik Gornji    |
| 914 m ü. A. | Bunara                                            | 96.5      |  |       | ohne             | ohne             |
| 1051 m ü. A. | Vranjevac                                         | 104.6     |  |       | Zwischen-        | Zwischen-        |
| 1047 m ü. A. | Srnetica                                          | 109.4 0.0 |  |       | stationen        | stationen        |
| |                                                   |           |  |       |                  |                  |
| Uvala | Uvala                                             | 114.0     |  | 11.7  | Potoci           | 1029 m ü. A.     |
| 1038 m ü. A. | Vrletina                                          | 121.2     |  | 14.5  | Kurjeva Kosa     | Kurjeva Kosa     |
| Brizgač | Brizgač                                           | 125.7     |  | 22.1  | Tisova Kosa      | Tisova Kosa      |
| Oštrelj | Oštrelj                                           | 130.3     |  | 27.4  | Lisina           | Lisina           |
| Crvljivica | Crvljivica                                        | 136.1     |  | 36.8  | Ovčara           | 1164 m ü. A.     |
| 784 m ü. A. | Pasjak                                            | 140.7     |  | 39.1  | Stara Ovčara     | Stara Ovčara     |
| 549 m ü. A. | Spitzkehre Oštrica                                | 150.4     |  | 44.6  | Mlinište         | 1125 m ü. A.     |
| 481 m ü. A. | Drvar                                             | 153.6     |  | 49.4  | Podgora          | 1115 m ü. A.     |
| km 161.2 Kamenolom | km 161.2 Kamenolom                                | 161.2     |  | 54.6  | Čardak           | Čardak           |
| 702 m ü. A. | Bosanska Kamenica                                 | 163.8     |  | 63.2  | Padovi           | 846 m ü. A.      |
| 965 m ü. A. | Hrnjadi                                           | 174.5     |  | 71.7  | Pliva            | Pliva            |
| Bobara | Bobara                                            | 179.1     |  | 78.7  | Sokolac          | Sokolac          |
| 755 m ü. A. | Vaganj                                            | 185.1     |  |       | Sokočnica        | Sokočnica        |
| Trubar | Trubar                                            | 190.9     |  | 85.5  | Šipovo           | 440 m ü. A.      |
| Grenze BiH-Kroatien | Grenze BiH-Kroatien                               |           |  | 88.3  | Volari           | Volari           |
| von Novi Grad (Una-Bahn) | von Novi Grad (Una-Bahn)                          |           |  | 95.8  | Jezero           | 432 m ü. A.      |
| 678 m ü. A. | Lička Kaldrma                                     | 193.7     |  | 102.9 | Plivska Jezera   | Plivska Jezera   |
| Lički Tiškovac | Lički Tiškovac                                    | 198       |  | 105.2 | Jajce            | 387 m ü. A.      |
| Ševina Poljana | Ševina Poljana                                    | 202       |  |       | nach Donji Vakuf | nach Donji Vakuf |
| Bosanski Drenovac | Bosanski Drenovac                                 | 206       |  |       |                  |                  |
| Strmica | Strmica                                           | 213       |  |       |                  |                  |
| Komalić | Komalić                                           | 217       |  |       |                  |                  |
| Golubić | Golubić                                           | 221       |  |       |                  |                  |
| von Oštarije |                                                   |           |  |       |                  |                  |
| von Zadar |                                                   |           |  |       |                  |                  |
| 214 m ü. A. | Knin                                              | 230       |  |       |                  |                  |
| nach Split |                                                   |           |  |       |                  |                  |
| Lička Kaldrma–Knin seit 1948 Abschnitt der normalspurigen Una-Bahn |                                                   |           |  |       |                  |                  |

Die Steinbeisbahn war eine ursprünglich als Waldbahn geplante Bahnstrecke der Bosnischen Forstindustrie-Aktiengesellschaft Otto Steinbeis (BIFAG) in Bosnien und Herzegowina. Die Schmalspurbahn in Bosnischer Spurweite von 760 mm erschloss die nordwestlichen Waldgebiete Bosniens und wurde von der Aktiengesellschaft für den Holzexport betrieben. Nach dem Zweiten Weltkrieg waren die Strecken der früheren Steinbeisbahn Teil des Schmalspurnetzes der Jugoslawischen Staatsbahnen (JDŽ/JŽ).

## Geschichte

### Habsburger Monarchie

#### Vorgeschichte

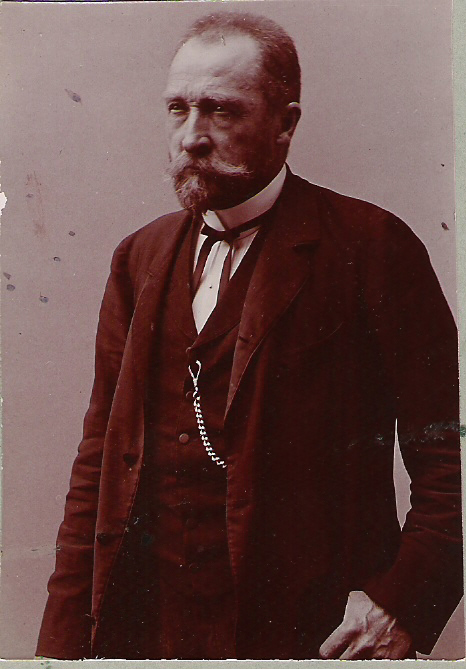
Otto Steinbeis im Jahr 1896

1892 unterzeichnete der bayrische Unternehmer Otto von Steinbeis und Benjámin Kállay für k.u.k. bosnisch-herzegowinische Landesverwaltung einen 20-Jahresvertrag zur forstlichen Nutzung eines 450 km² großen Waldgebiets am Fluss Sana zwischen Dobrljin, Jajce und Drvar. Bereits 1893 erfolgte der Bau der ersten Waldbahn und 1894 ging das Sägewerk in Dobrljin in Betrieb. 1898 erfolgten Vermessungen für den Bau einer Waldbahn von Knin zum Unternehmensstandort Drvar und weiter nach Oštrelj. Dabei wäre die Steilstrecke von Drvar zu den nordöstlich davon gelegenen Bergen mit einer Seilbahn überwunden worden.
In den 1890er Jahren plante die bosnisch-herzegowinische Landesverwaltung als Spalatobahn eine Verlängerung der Bahnstrecke Lašva–Donji Vakuf–Bugojno nach Split (Spalato). Die ungarische Regierung verhinderte dieses Projekt, weil sie darin eine Konkurrenz zu ihrer Bahnstrecke Zagreb–Rijeka und niedrigere Zolleinnahmen befürchtete.

#### Bahnbau Knin–Čardak

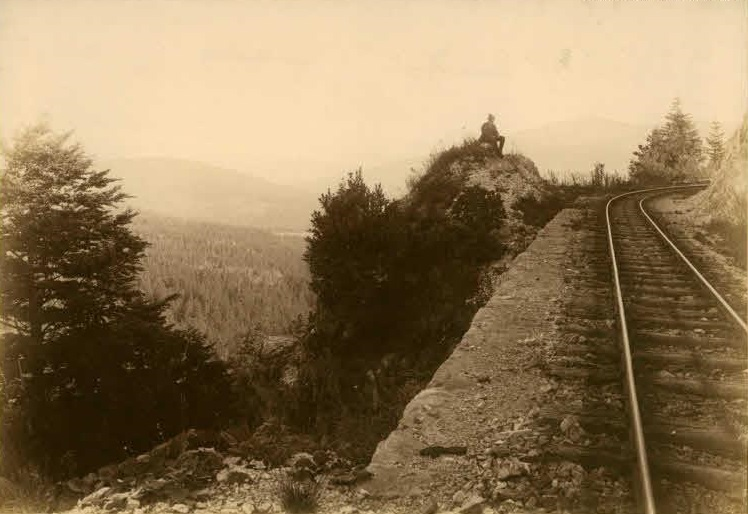
Trasse der Steinbeisbahn bei Oštrelj

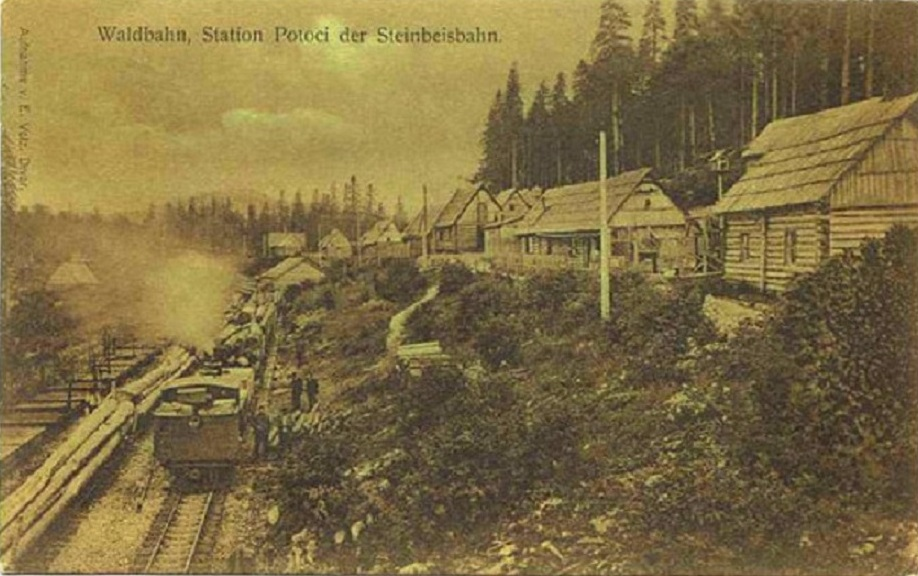
Reger Güterverkehr in der Station Potoci

Nachdem Kállay und Steinbeis im August 1900 einen Vertrag unterzeichneten, konnte am 20. März 1902 mit viermonatiger Verspätung die 102 Kilometer lange Strecke von Knin nach Oštrelj eröffnet werden. In Knin auf dalmatinischem Gebiet wurden die Holzprodukte auf die normalspurige Strecke umgeladen und nach Šibenik gebracht, wo sie durch die eigene Reederei verschifft wurden. Die Strecke wurde nicht wie ursprünglich geplant als Waldbahn gebaut, sondern ähnlich den Normen der Bosnisch-Herzegowinischen Staatsbahnen (BHStB) mit 13,5 kg/m schweren Schienen, 29 Promille Maximalsteigung und 40 Meter Mindestradius. Sowohl Kállay als auch Steinbeis hatten ihre Ziele erreicht. Kállay erhielt den ersten Abschnitt der Bahnverbindung von Bosnien nach Dalmatien und Steinbeis's Investitionen warfen eine gute Rendite ab. Weil es für diesen Bahnbau keine staatliche Unterstützung gab, konnte Ungarn nur verbal dagegen protestieren.
1903 wurde die Steinbeisbahn von Oštrelj nach Srnetica verlängert, um die Flügelstrecken der dortigen Waldbahnen zu erschließen. Weil die dortigen Schläge allmählich erschöpft waren, verlängerte die BFIAG ihre Bahn bis 1905 rund 55 Kilometer nach Čardak, wo ein neuer Holzsammelplatz entstand, und nach Ribnik Gornji. Obwohl die Strecke keine öffentliche Eisenbahn war, wurde ab Juli 1910 zwischen Knin und Oštrelj der Bahnpostverkehr aufgenommen.

#### Bahnbau Srnetica–Prijedor

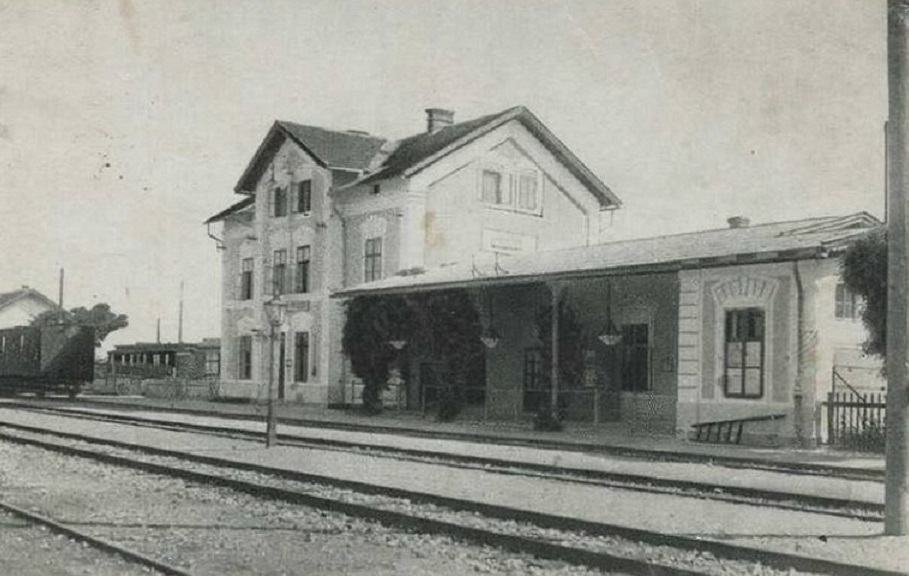
Im Endbahnhof Prijedor befanden sich die Gleise der Schmalspurbahn hinter dem Bahnhofgebäude.

Durch die Balkankriege 1912–1913 wurde eine Verbindung zwischen der Steinbeis- und der normalspurigen k.u.k. Militärbahn Banjaluka–Doberlin zu einem strategischen Ziel der bosnisch-herzegowinischen Landesverwaltung, um Truppentransporte zu ermöglichen. Die BFIAG suchte neue Schläge für ihre Zellulosefabrik in Drvar und beantragte am 4. Juli 1912 erfolglos eine Konzession für eine Strecke von Srnetica nach Grmeč.
Während des für Serbien günstigen Verlauf des Balkankriegs gelangen dem Kriegs- und dem Finanzministerium ein Coup. Der damals 74-jährige Steinbeis suchte eine Nachfolgeregelung für seine BFIAG. Nachdem der Landtag wegen der schlechten finanziellen Lage einen Kauf abgelehnt hatte, schloss Finanzminister Leon Biliński am 16. Mai 1913 mit Steinbeis einen Geheimvertrag ab, der den Kauf von 60 Prozent der Aktien und deren Bezahlung in 19 Jahresraten beinhaltete. Am 21. Mai 1913 wurde die BFIAG von der Landesverwaltung ermächtigt, eine „Waldbahn“ von Srnetica nach Prijedor zu bauen. Ungarn protestierte wiederum vergebens gegen den von Steinbeis privat finanzierten Bahnbau. Bereits im Herbst 1914 – der Erste Weltkrieg hatte soeben begonnen – wurde die Strecke dem Verkehr übergeben. Österreich hatte nun anstelle der von Ungarn verhinderten Spalatobahn eine alternative Verbindung zur Adria.

#### Erster Weltkrieg, Militärbahn Čardak–Jajce

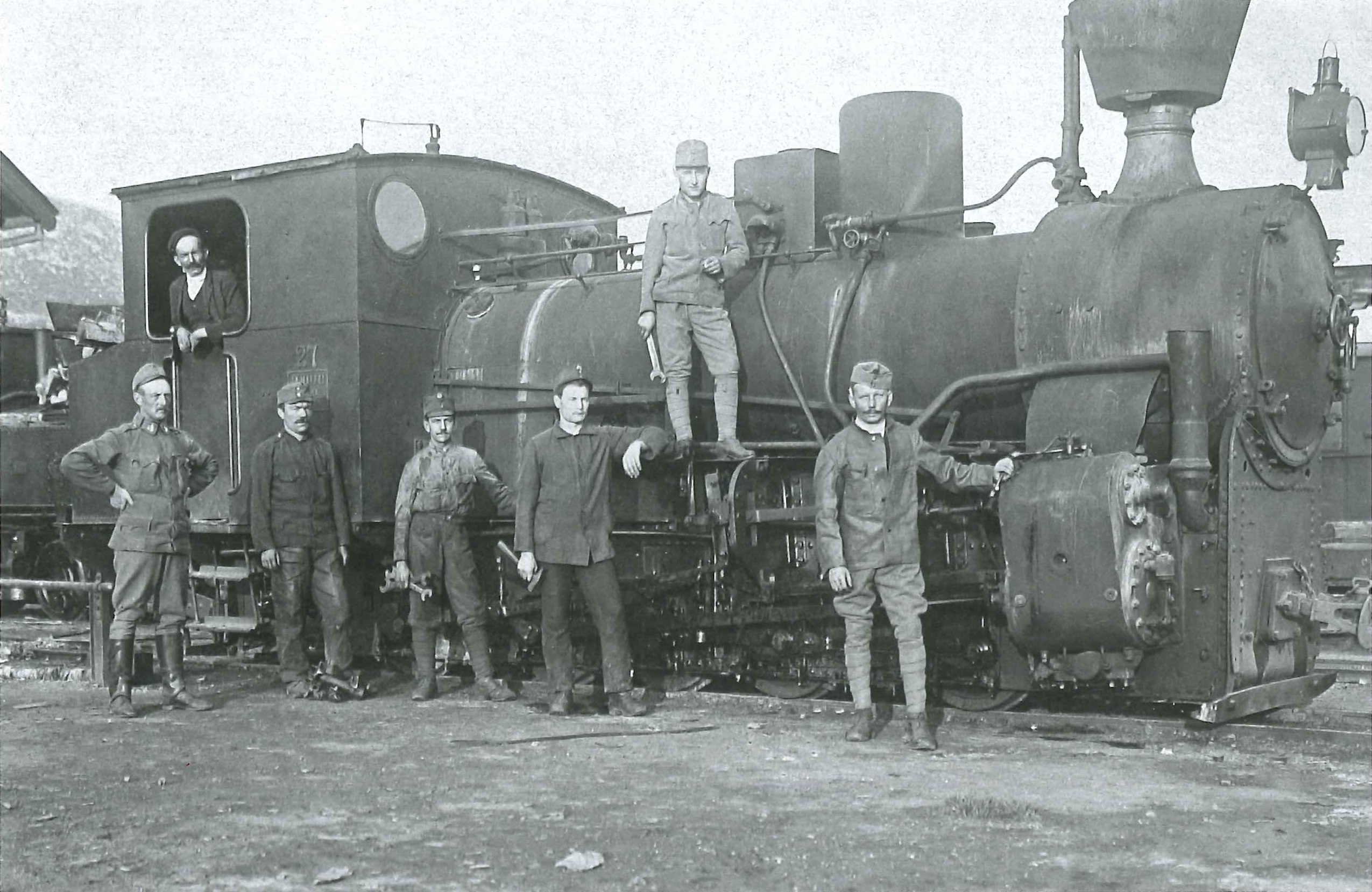
Das Bild mit der Fünfkupplermaschine aus dem Jahr 1905 illustriert den Militärbetrieb der Steinbeisbahn. Neben dem Lokomotivführer und dem zivilen Werkstättepersonal ist in der Mitte ein Unteroffizier und rechts ein Soldat zu sehen.

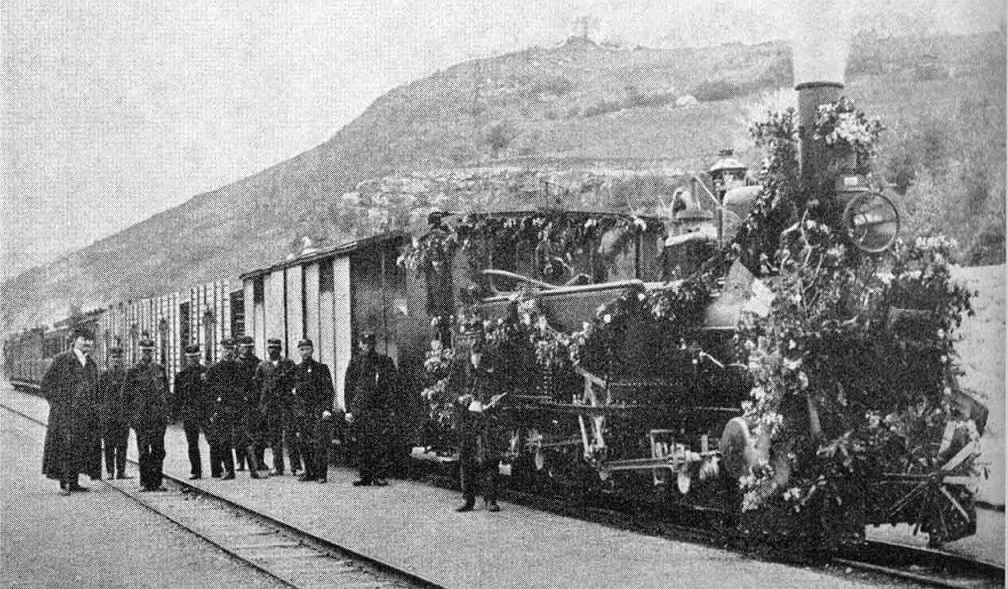
Eröffnungszug Jajce – Srnetica im Jahr 1916.

Wegen der wachsenden Furcht vor einem Kriegseintritt Italiens erteilte Oskar Potiorek, der Oberkommandierende der Balkanstreitkräfte, am 22. März 1915 der BFIAG den Auftrag zum Bau der Verbindungsstrecke Čardak–Jajce. In Jajce hatte sie Anschluss an die ebenfalls schmalspurige Bosnisch-herzegowinische Staatsbahn (BHStB). Wegen starker Regenfälle und fehlender Facharbeiter konnte die Strecke nicht wie geplant im September, sondern erst am 10. Jänner 1916 eröffnet werden. Obwohl sie als Militäreisenbahn erstellt wurde, forderte Ungarn den Abriss nach Kriegsende.
Das Verbindungsstück Čardak–Jajce war im Eigentum der k.u.k. Militärbahn, wurde jedoch von der Steinbeisbahn betrieben. Es stellte neben der Narentabahn der BHStB nach Metković eine zweite Verbindung zur Adria nach Split dar. Wegen den leichten Schienen mit nur 13,75 kg Metergewicht und wenig leistungsfähiger Lokomotiven verkehrte im Ersten Weltkrieg nur ein tägliches Zugpaar.

### Königreich Jugoslawien

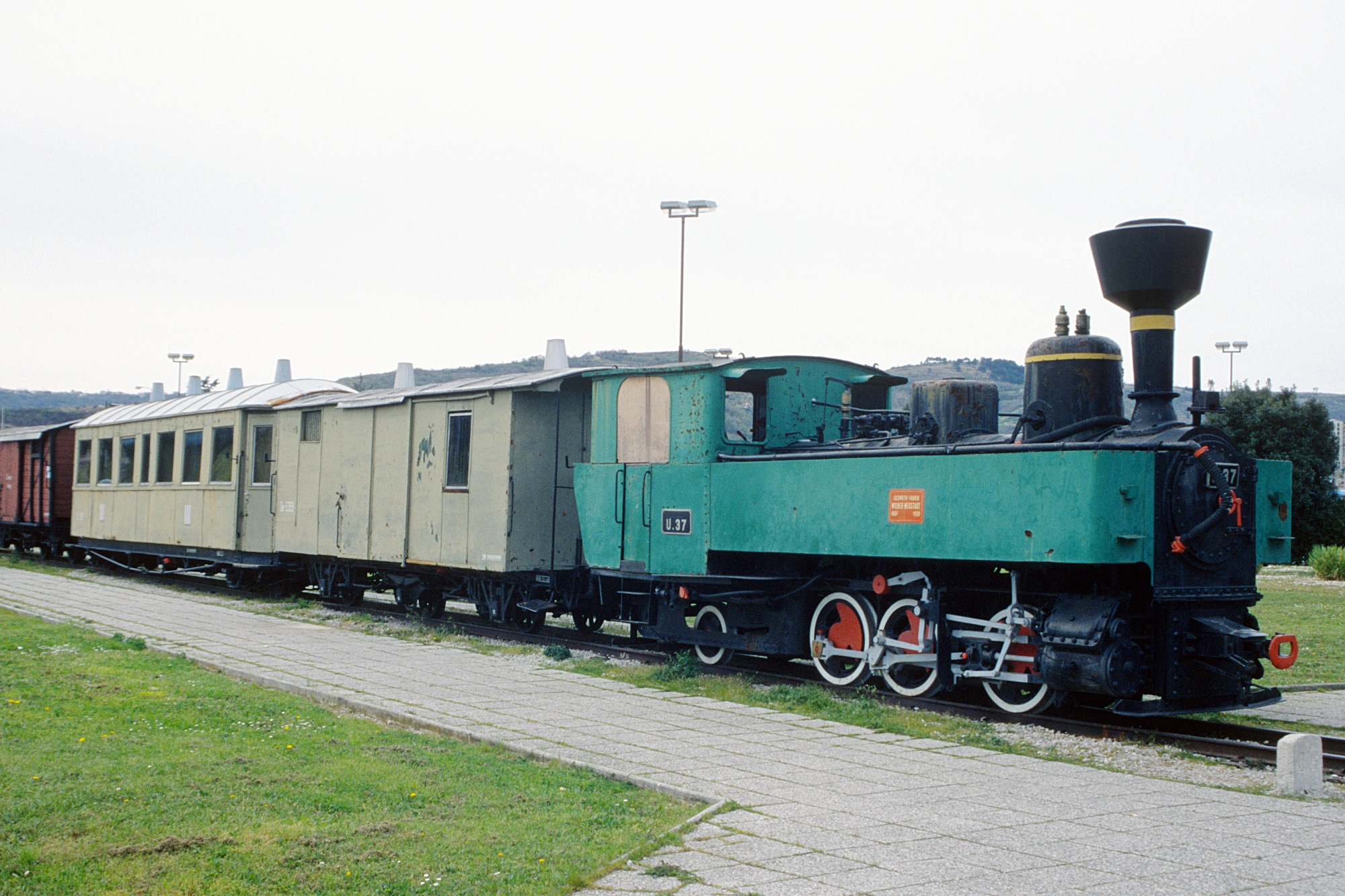
Ab dem Ersten Weltkrieg kamen aus Österreich stammende JDŽ 188 (ursprünglich Reihe U) zum Einsatz.

Nachdem Otto Steinbeis seine BFIAG 1913 der Bosnischen Landesregierung verkauft hatte, kam der Konzern 1919 gemäß dem Versailler Friedensvertrag in das Eigentum des Königreichs Serbien, Kroatien und Slowenien und erhielt die Bezeichnung ŠIPAD. Ende der 1930er-Jahre war die ŠIPAD einer der größten Bauholzerzeuger in Europa.
Der Umlad des Holzes in Knin für den Weitertransport mit der normalspurigen Strecke zum Hafen Šibenik verteuerte den Holztransport. 1924 schlug die ŠIPAD den Bau einer eigenen Schmalspurstrecke in die Hafenstadt vor, die zudem 68 Kilometer kürzer gewesen wäre als die bestehende Normalspurstrecke. Das Projekt kam nicht zustande, denn in Split wurde befürchtet, dass die Verlängerung der Schmalspurbahn Verkehr vom eigenen Hafen abziehen würde. Seit der Betriebsaufnahme der Lika-Bahn im Jahre 1925 sind die Strecken von Knin nach Split und Šibenik mit dem mitteleuropäischen Normalspurnetz verbunden. 1935/36 wurde anstelle der schmalspurigen Verlängerung nach Šibenik der Bau der normalspurigen Strecke Bihać–Knin beschlossen.

### Zweiter Weltkrieg

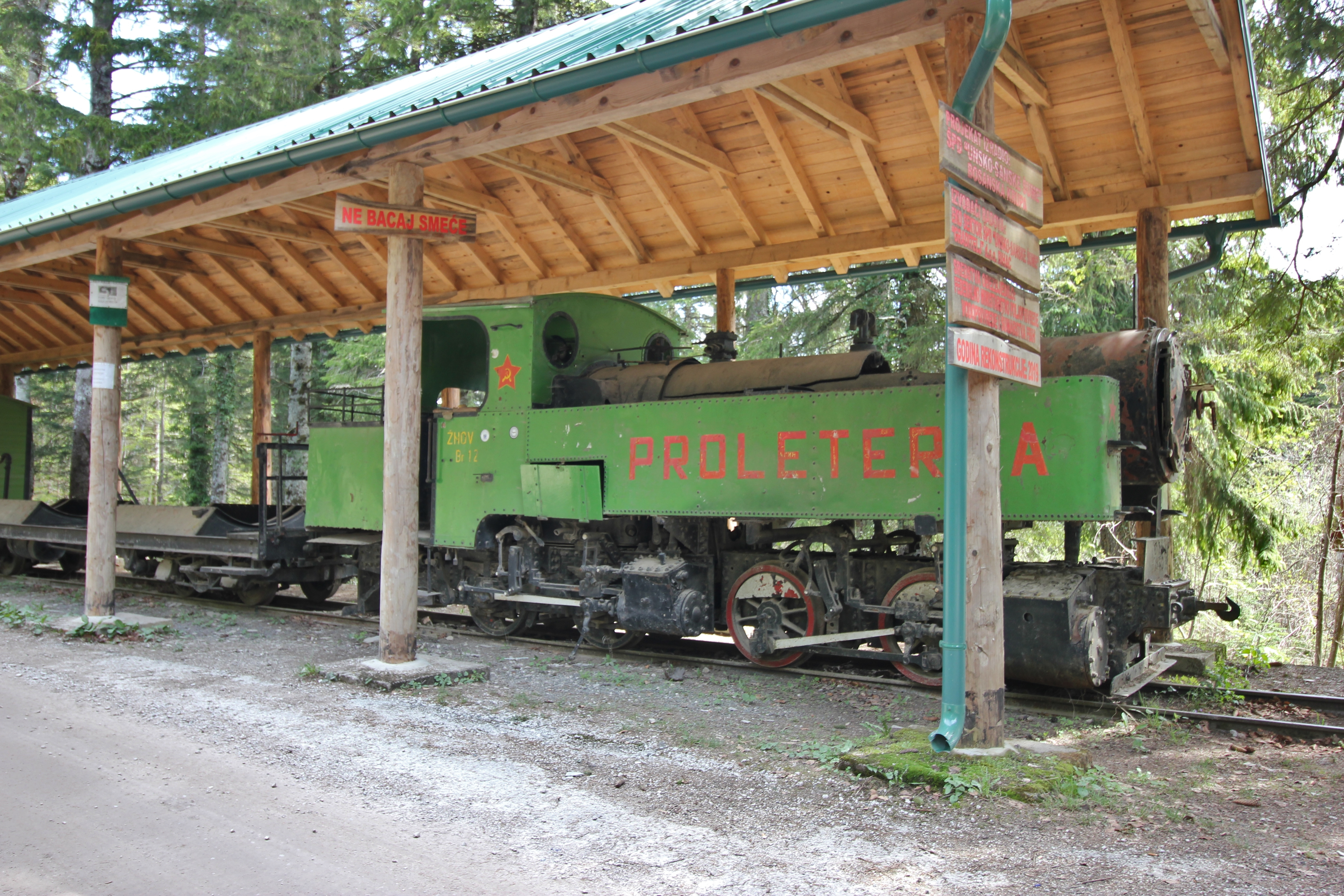
Eine der beiden Lokomotiven von Titos mobilem Hauptquartier als Denkmal in Oštrelj

Nach der Besetzung Jugoslawiens im Balkanfeldzug im April 1941 kam die Steinbeisbahn zusammen mit den anderen bosnisch-herzegowinischen Eisenbahnen zu den Kroatischen Staatsbahnen (HDŽ). Der Abschnitt Knin–Drvar lag in der italienischen Einflusszone und wurde faktisch von der 2. Sezione Militare die Esercizio (Militärische Operationsabteilung) betrieben. Die Armeen der Besatzungsmächte waren wegen den vielerorts für Lastwagen ungeeigneten Straßen von den Schmalspurbahnen abhängig. Die Steinbeisbahn war zu Beginn des Krieges vorrangiges Ziel der Partisanen. Im weiteren Verlauf  stationierte Josip Broz Tito auf einzelnen Streckenabschnitte der Steinbeisbahn sein Hauptquartier.
Nachdem die Tito-Partisanen ein großes Gebiet um Drvar eingenommen hatten, setzten sie die Strecke Drvar–Srnetica–Grmeč/Mlinište instand und betrieben sie als Partisaneneisenbahn. Im Oktober und November 1942 lebten Tito und sein Stab in einem Zug, der als mobiles Hauptquartier eingerichtet und in Oštrelj stationiert war.
Kurz bevor am 29. Jänner 1943 deutsche Einheiten im Rahmen der Operation Weiß Bihać eroberten, flüchtete Tito nach Oštrelj und mit dem Zug weiter nach Drvar, um die Aufgabe des Gebiets anzuordnen. Daraufhin evakuierte die Eisenbahn zwischen Drvar und Mlinište Partisanen, Verletzte und deren Ausrüstung. Titos Truppen zogen sich über die Neretva-Brücke in den Osten Bosnien-Herzegowinas zurück.
Im August 1943 gelang es Tito und seinen Genossen, in Jajce ein neues Hauptquartier einzurichten. Wiederum wurde eine Partisaneneisenbahn geschaffen. Im November 1943 konnten die Partisanen die schwer zerstörten Strecken Jajce–Drvar und Srnetica–Sanica wiedereröffnen. Weil die Brücke über die Sokočnica zwischen Šipovo und Sokolac nicht repariert werden konnte, mussten Reisende und Güter mit Booten über den Fluss befördert werden. Als zur Jahreswende die Wehrmacht einen Angriff gegen Jajce startete, fiel der Partisanenbahn wieder eine wichtige Rolle zu. Als Schutz vor deutschen Fliegerangriffen fuhren die Züge nachts. Sein nächstes Quartier schlug Tito für die nächsten fünf Monate in Drvar auf. Im Unternehmen Rösselsprung versuchten am 25. Mai 1944 deutsche Fallschirmjäger Tito gefangen zu nehmen. Dem Partisanenführer gelang die Flucht durch Wälder nach Potoci. Am 3. Juni wurde er und sein Stab von den Alliierten nach Bari ausgeflogen, um zum neuen Hauptquartier auf der Insel Vis weiterzureisen.

### Föderative Republik Jugoslawien

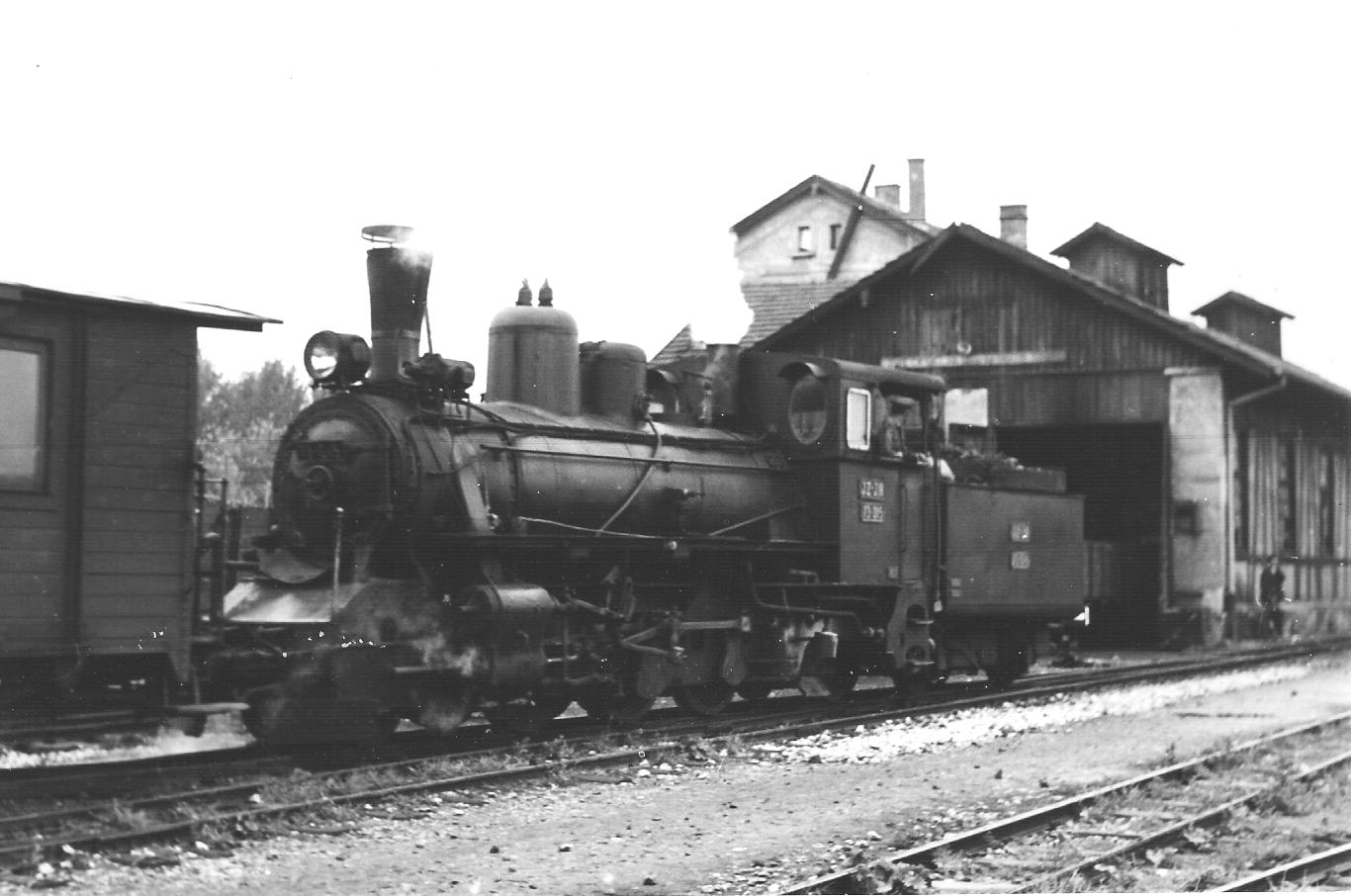
Dampfbetrieb gab es 1975 in Bosnien und Herzegowina nur noch mit UNRRA-Vierkupplern und einigen Maschinen der Reihe 73. Lokomotive JDŽ 73-015 vor dem Heizhaus Prijedor.

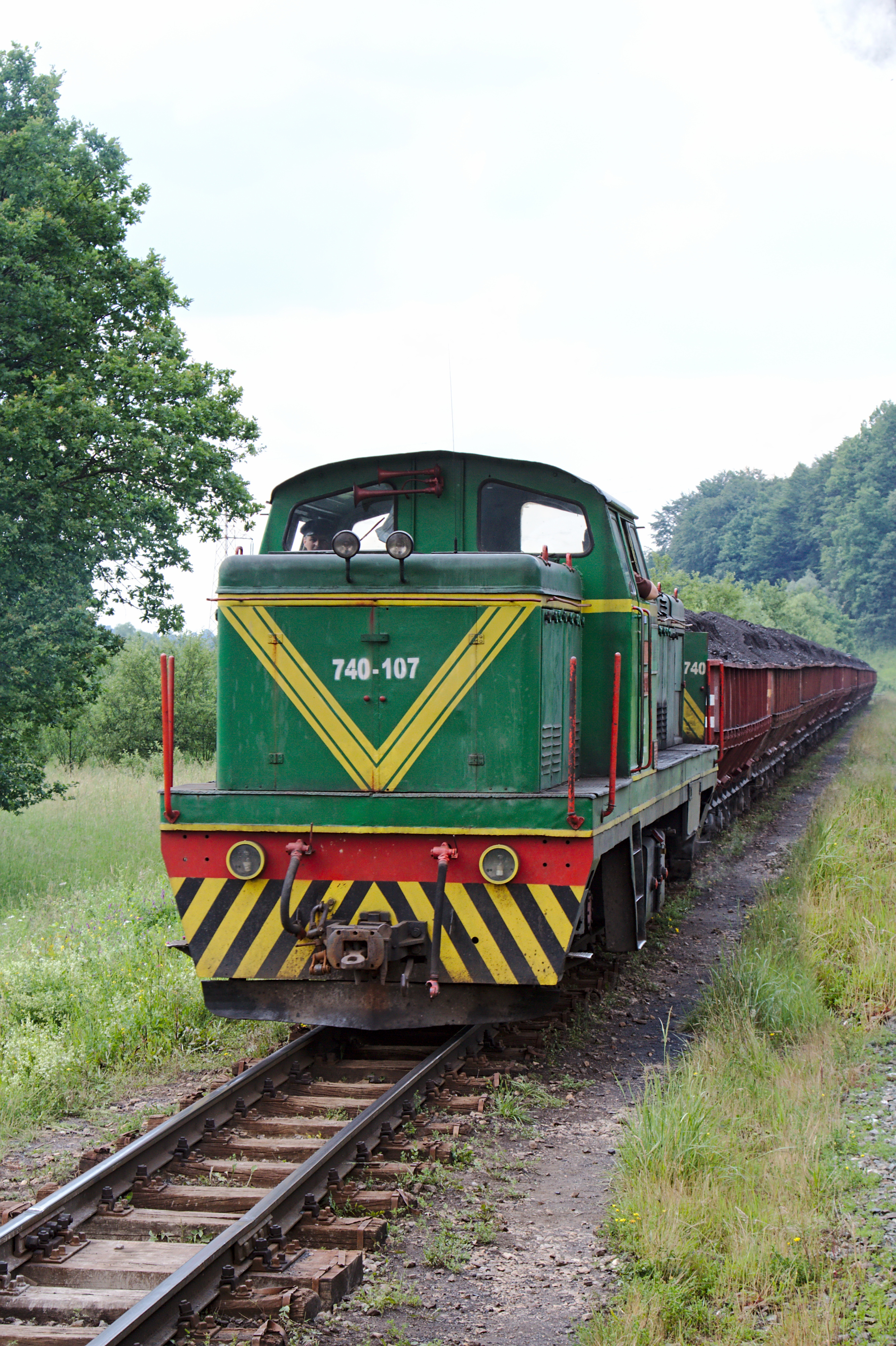
Ab 1970 kamen auf den Strecken der Steinbeisbahn Diesellokomotiven der Baureihe JŽ 740 zum Einsatz.

Die Strecken und das Rollmaterial der Jugoslawischen Bahnen und besonders der Steinbeisbahn waren nach dem Zweiten Weltkrieg schwer beschädigt. Zudem drohte wegen Dürre in Bosnien und Herzegowina eine Hungersnot. Im Sommer 1945 konnte die Steinbeisbahn nach großen Anstrengungen wiedereröffnet werden. Von den 58 ŠIPAD-Lokomotiven waren nur 28 einsetzbar, aber die Steinbeisbahn verkehrte bis April 1946 als einzige Bahn von der Adriaküste ins bosnische Landesinnere. Weil zusätzliche Schmalspurlokomotiven benötigt wurden, brachte 1945/46 die UNRRA 34 amerikanische Vierkuppler mit bosnischer Spurweite nach Jugoslawien, die umgehend auf der Steinbeis- und der Krivajatalbahn eingesetzt wurden (siehe Abschnitt Lokomotiven).
Kurz nach dem Krieg gingen die Hauptstrecken der Steinbeisbahn zusammen mit Krivaja- und Usora-Waldbahn in den Jugoslawischen Staatsbahnen (JDŽ/JŽ) auf. Die JDŽ stationierten Maschinen der Baureihen 90, 92 und 185 im Heizhaus Drvar. Der Betriebsübergang zu den JDŽ ging bei der Steinbeisbahn nicht ohne Probleme vonstatten, stimmten doch viele Einzelheiten der früheren ŠIPAD-Bahn nicht mit den Standards der JDŽ überein. Fehlende Koordination zwischen Waldbahn- und Hauptstreckenbetrieb führte zu mehreren Unfällen.
Für die im Jahr 1948 eröffnete normalspurige Una-Bahn wurde zwischen Lička Kaldrma und Knin die alte Trasse der Steinbeisbahn benutzt. Der Holzverkehr war immer noch wichtig, hatte aber nicht mehr die Bedeutung wie vor dem Krieg. Durch die Inbetriebnahme der Una-Bahn wurde die Schmalspurbahn wieder auf ihre ursprüngliche Bedeutung zurückgeworfen und unrentabel.
In Forststraßen und -fahrzeuge wurde viel Geld investiert und die Bahnverbindungen in mehreren Etappen eingestellt. Am 1. Juni 1969 endete der Verkehr auf dem Abschnitt Srnetica–Šipovo, am 1. Juni 1975 wurde die Verbindung von Drvar nach Prijedor eingestellt. Obwohl sich die Bevölkerung unter Führung des Bürgermeisters von Drvar heftig wehrte, verkehrte am 28. Mai 1978 der letzte Zug von Drvar nach Licka Kaldrma. Der Finanzmangel in Jugoslawien verhinderte den Bau geplanter Normalspurlinien in Nordwestbosnien; Lastwagen und Bus übernahmen den Verkehr.

### Heute

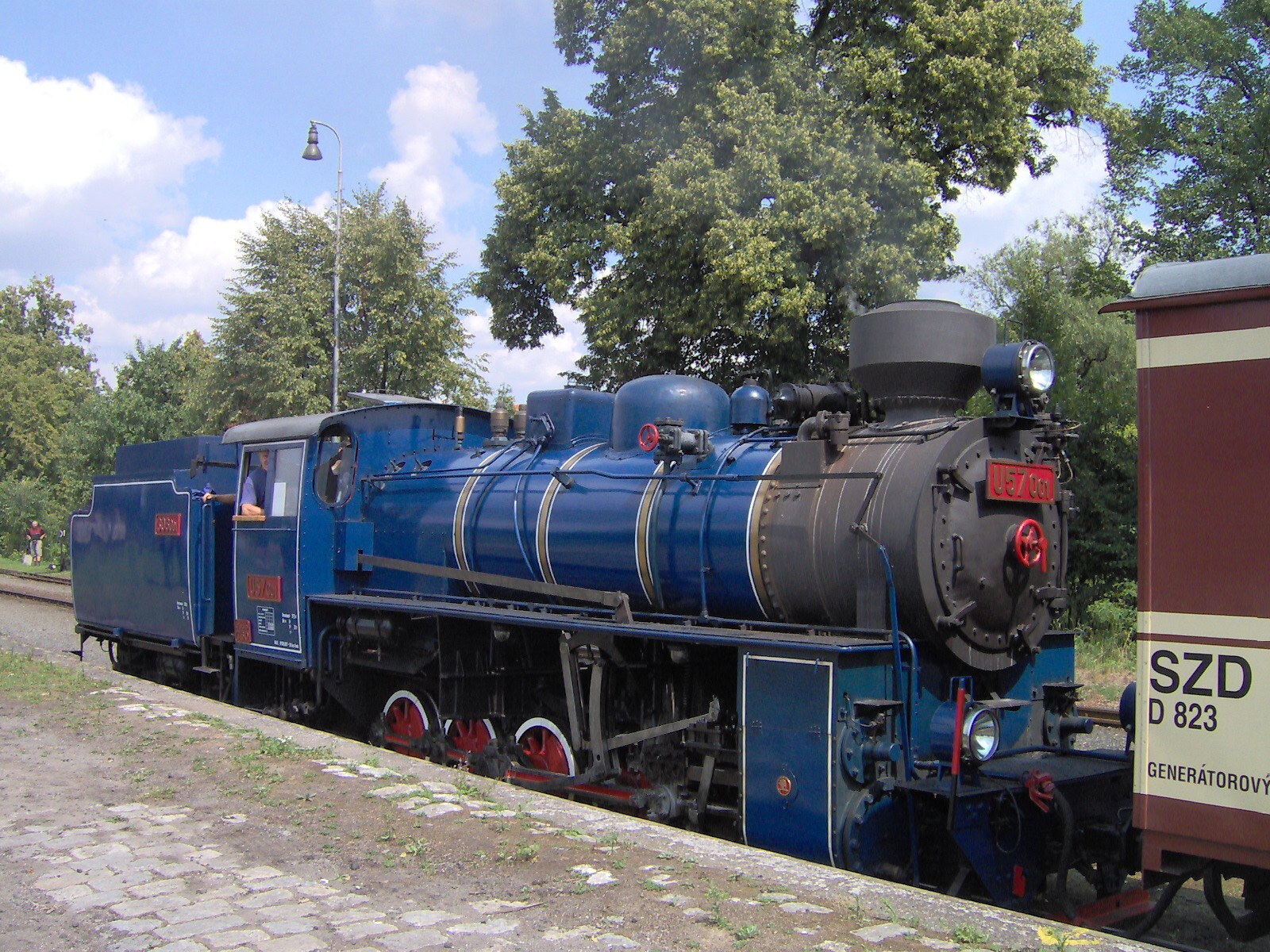
Die ehemalige Lokomotive Nr. 1932 verkehrt heute bei einer Museumsbahn in Tschechien.

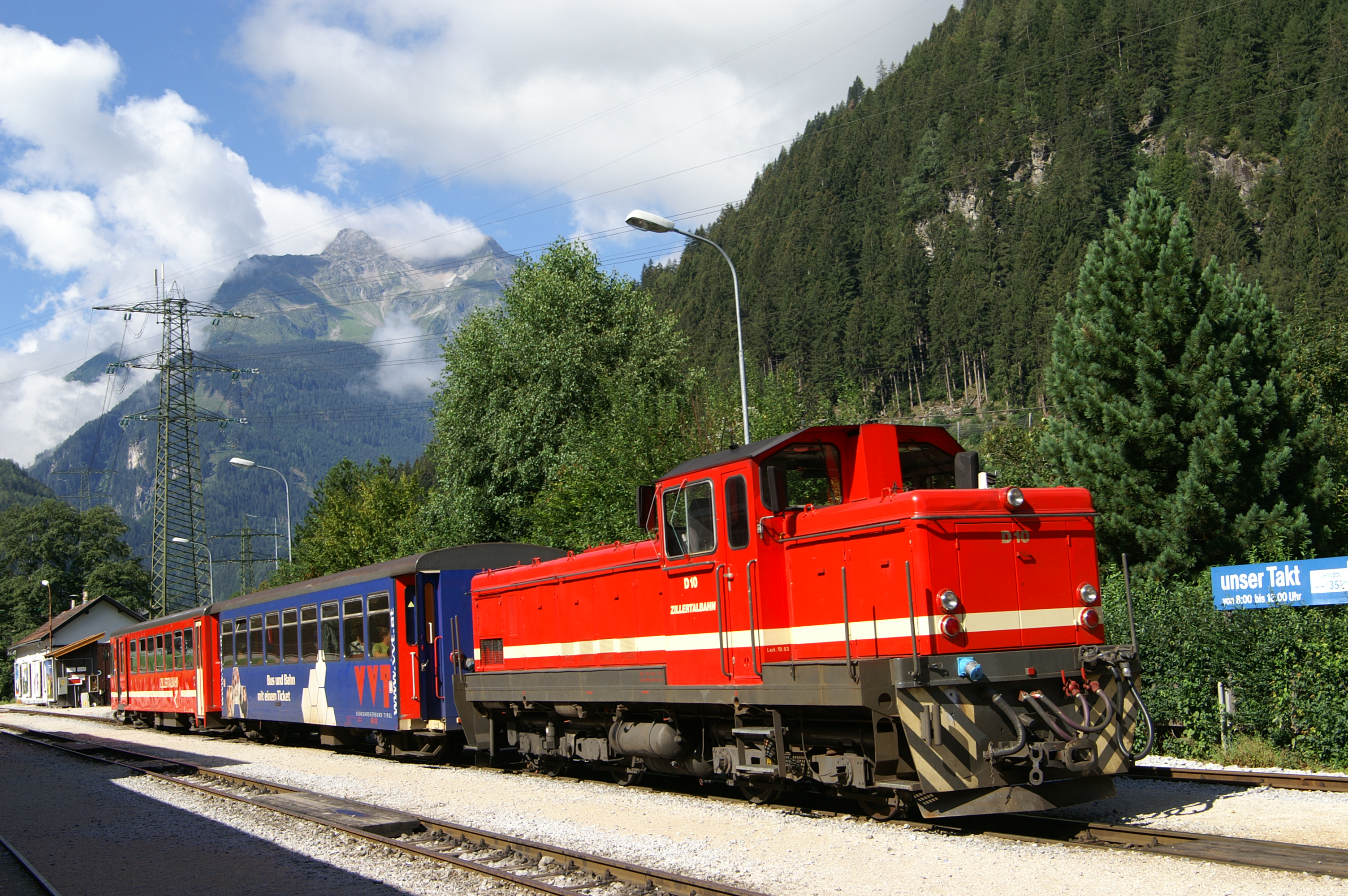
Die frühere JŽ 740.007 als D 10 bei der Zillertalbahn.

In Drvar befindet sich auf dem Gelände der ehemaligen Bahnanlagen der Busbahnhof. Das Bahngebäude steht noch, ist aber kriegsbeschädigt. Am Ende der einstigen doppelgleisigen Brücke steht das verrostete Wrack einer Mallet-Lokomotive, möglicherweise der Rangier- und Waldbahnlok von Oštrelj. In Oštrelj ist noch die Ruine des Bahnhofsgebäudes zu finden.
Dampflokomotive 1932 verkehrt im Sommerhalbjahr auf der Schmalspurbahn Třemešná ve Slezsku–Osoblaha in Tschechien. Von den Diesellokomotiven der Baureihe 740 kamen mehrere nach Österreich. Die ehemalige 740.007 ist bei der Zillertalbahn immer noch im Einsatz.

## Streckenbeschreibung

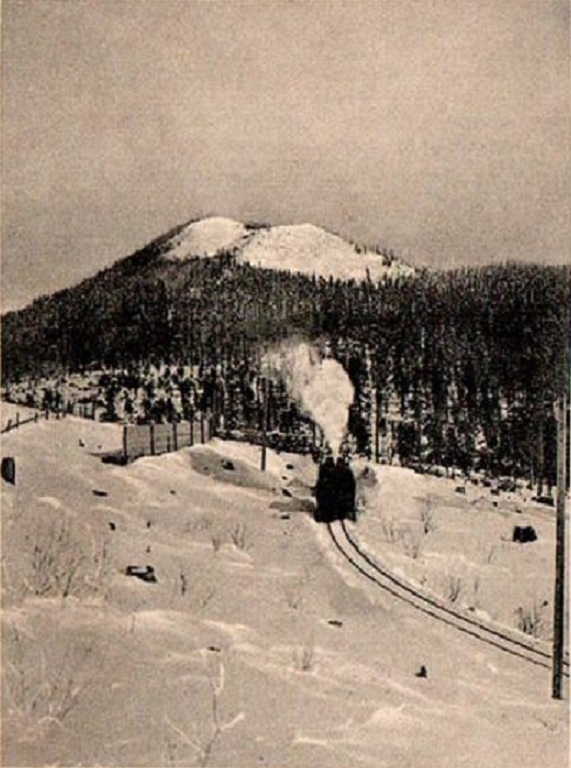
Zug der Steinbeisbahn im Winter bei Oštrelj.

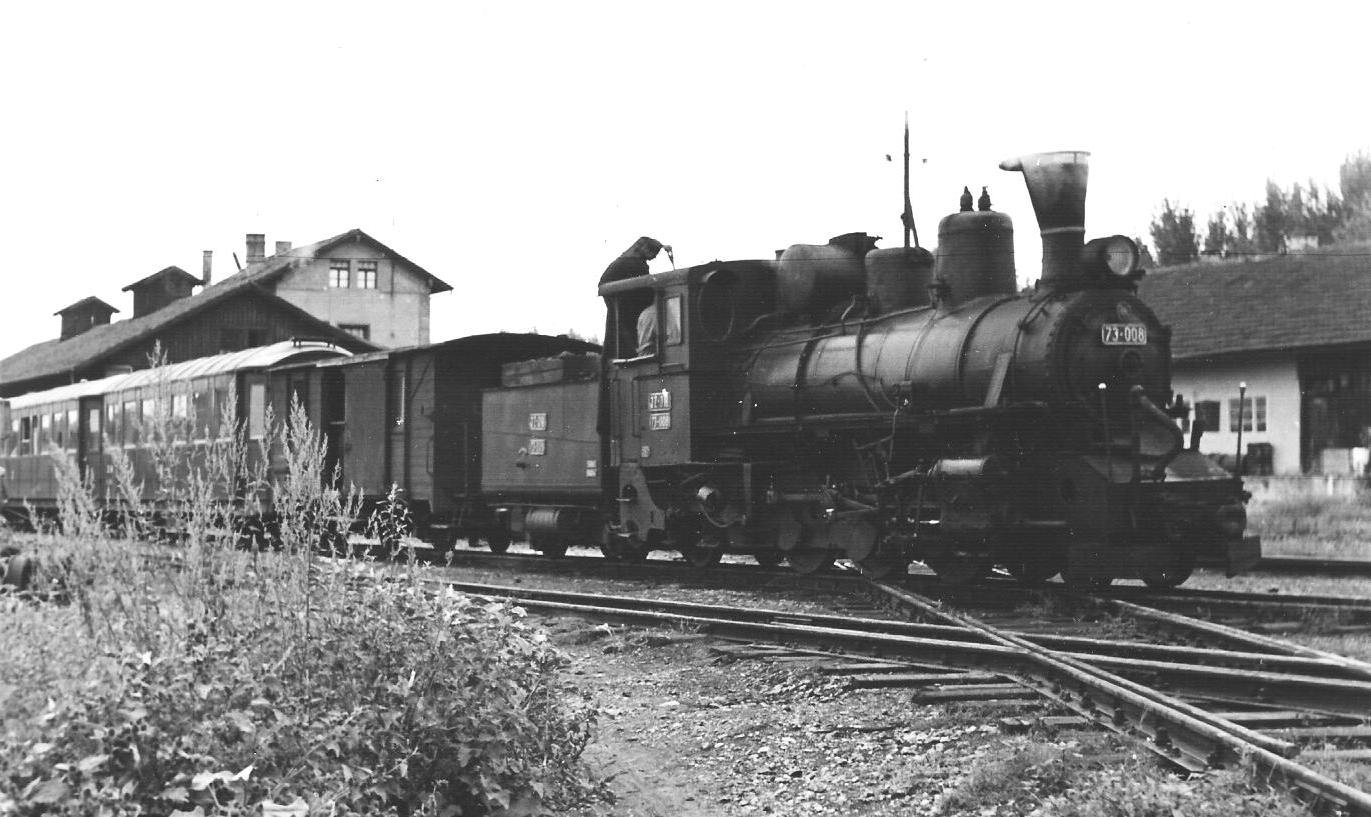
Zur Abfahrt bereiter Personenzug in Prijedor mit der Lokomotive JŽ 73-008.

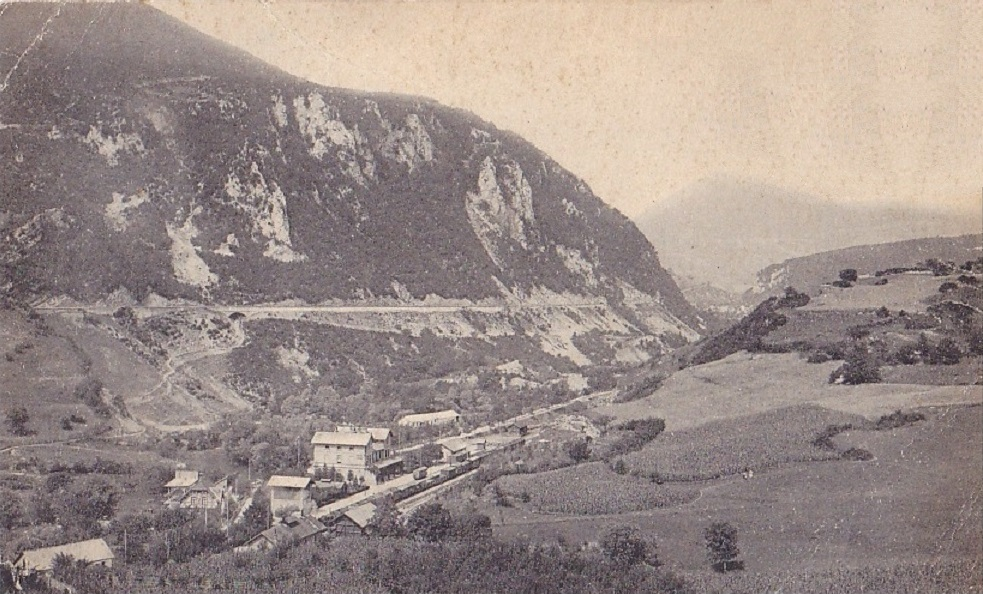
Bahnhof Jajce, einer der Endpunkte der Steinbeisbahn.

Die Hauptstrecke der Steinbeisbahn hatte ihren Ausgangspunkt im an der Normalspurstrecke Dobrljin–Banja Luka liegenden Bahnhof Prijedor. Zunächst führte die Strecke im flachen Tal der Sana nach Sanski Most und weiter nach Bosanski Vrhpolje. Von dort aus folgte die Trasse dem Fluss Sanica zur Ortschaft Sanica. Nach der Station Donja Sanica („Unter-Sanica“) auf 203 m ü. M. begann die Rampe mit 17 bis 19 Promille Steigung hinauf nach Vranjevac. Nach Sanica Gornja („Ober-Sanica“) erreichte die Bahn mit Hilfe von Kehren die nach dem benachbarten Gebirgszug benannte Station Grmeč und stieg weiter über das Karstfeld Bravsko Polje zum Scheitelpunkt bei Vranjevac (1051 m ü. M.). Nach fünf Kilometer mit leichtem Gefälle kamen die Züge in der seit der Einstellung des Bahnbetriebs nicht mehr bewohnten Siedlung Srnetica an, wo sich die Steinbeisbahn nach Knin und Jajce verzweigte.
Von Srnetica fuhren die Züge über die bewaldete Hochebene nach Oštrelj, wo ein während des Zweiten Weltkriegs von Josip Broz Tito und den jugoslawischen Partisanen benutzter Zug als nationales Kulturdenkmal von Bosnien und Herzegowina aufgestellt ist (siehe Abschnitt Zweiter Weltkrieg). In Oštrelj begann die Gefällstrecke mit 29 Promille Neigung, die nach dem Durchfahren einer S-Kurve ins Unac-Tal gelangte. Auf der östlichen Talseite führte die Trasse bis nach Oštrica, wo die Züge mit Hilfe einer Spitzkehre die Fahrtrichtung wechselten und bei Drvar den Talboden erreichten. Nach Kleinstadt Drvar stieg die Bahn mit einer Steigung bis 26 Promille wieder an, gelangte nach einer Kehrschleife nach Bosanska Kamenica, um bei Hrnjadi den Kulminationspunkt auf 965 m ü. M. zu erreichen. Von dort führte das Gleis mit einem Gefälle bis zu 22 Promille nach Lička Kaldrma hinunter, das bereits in Kroatien liegt. Bis 1948 folgte die heute von der Una-Bahn genutzte Trasse der Butižnica, einem Nebenfluss der Krka, bis zum damaligen Endepunkt in Knin.
Die andere Flügellinie führte von Srnetica mehr oder weniger flach über Potoci nach Mlinište, wo die Gefällstrecke mit einer Neigung bis 24 Promille nach Šipovo begann. Von dort fuhren die Züge der Pliva folgend nach Jezero und entlang des Großen und des Kleinen Pliva-Sees nach Jajce, wo die ebenfalls schmalspurige Bahn über den Komarpass die Weiterreise ermöglichte.

## Lokomotiven
Die vierachsigen Malletlokomotiven mit der Achsfolge B’B und B’B1’ beförderten zunächst die Züge auf den Hauptstrecken. Als die Züge ständiger schwerer wurden, lieferte Maffei sechsachsige Mallets für den Einsatz auf den Rampen Knin–Hrnjadi und Drvar–Oštrelj und die vierachsigen Mallets verkehrten in leichteren Diensten auf den Hauptstrecken und den Seitenlinien. Ab 1911 wurden Fünfkupplermaschinen eingesetzt, die zum Erreichen besserer Bogenlaufeigenschaften mit Klien-Lindner-Achsen ausgestattet waren und mehr als 400 PS leisteten. Gegenüber den Malletloks vergrößerte sich die Achslast von 5 auf 7 Tonnen und bei den Nummer 25 und 26 auf 8 Tonnen.
In der Zwischenkriegszeit lieferte Orenstein & Koppel im Jahr 1924 drei große Heißdampflokomotiven mit 350 PS Leistung, deren Zugkraft und Entgleisungssicherheit vom Personal sehr geschätzt wurde.
| Nr.             | Bauart     | Hersteller            | Baujahr                  | Bemerkung                                                                         | Bild |
| --------------- | ---------- | --------------------- | ------------------------ | --------------------------------------------------------------------------------- | ---- |
| 1               | D1’ n2t    | Krauss Mü             | 1902                     |                                                                                   |      |
| 2–4, 8, 11–12   | B’B n4vt   | Maffei, Nr. 2 O&K     | 1902–1904                | Ab 1945 JDŽ 4; Nr. 2 in Banja Luka, Nr. 3 in Drvar, Nr. 12 in Oštrelj aufgestellt |      |
| 5–7             | C1 n2t     | Arad                  | (1899)                   | 1903 übernommen vom Bergwerk Kalan                                                |      |
| 9–10, 13–14, 21 | B’B1’ n4vt | O&K                   | 1904–1910                | Nr. 13 Spurweite 800 mm für Waldbahn Mijačica, ab 1945 JDŽ 21–32                  |      |
| 15              | C’C n4vt   | Maffei                | 1907                     | Ab 1945 JDŽ 15                                                                    |      |
| 16–17, 19       | B n2t      | O&K, Nr. 17 Krauss Mü | (1996–1989), Nr. 19 1909 | 1902 Nr. 16–17 als Werklok übernommen, Nr. 19 Spurweite 800 mm für Waldbahn Grmeč |      |
| 18, 20          | C’C n4vt   | Maffei                | 1909                     | Ab 1945 JDŽ 20                                                                    |      |
| 22–28           | E h2vt     | Maffei                | 1911–1915                | Ab 1945 JDŽ 26, 26, 28                                                            |      |
| 29–32           | E h2       | O&K                   | 1916–1924                | Ab 1945 JDŽ 29–32                                                                 |      |

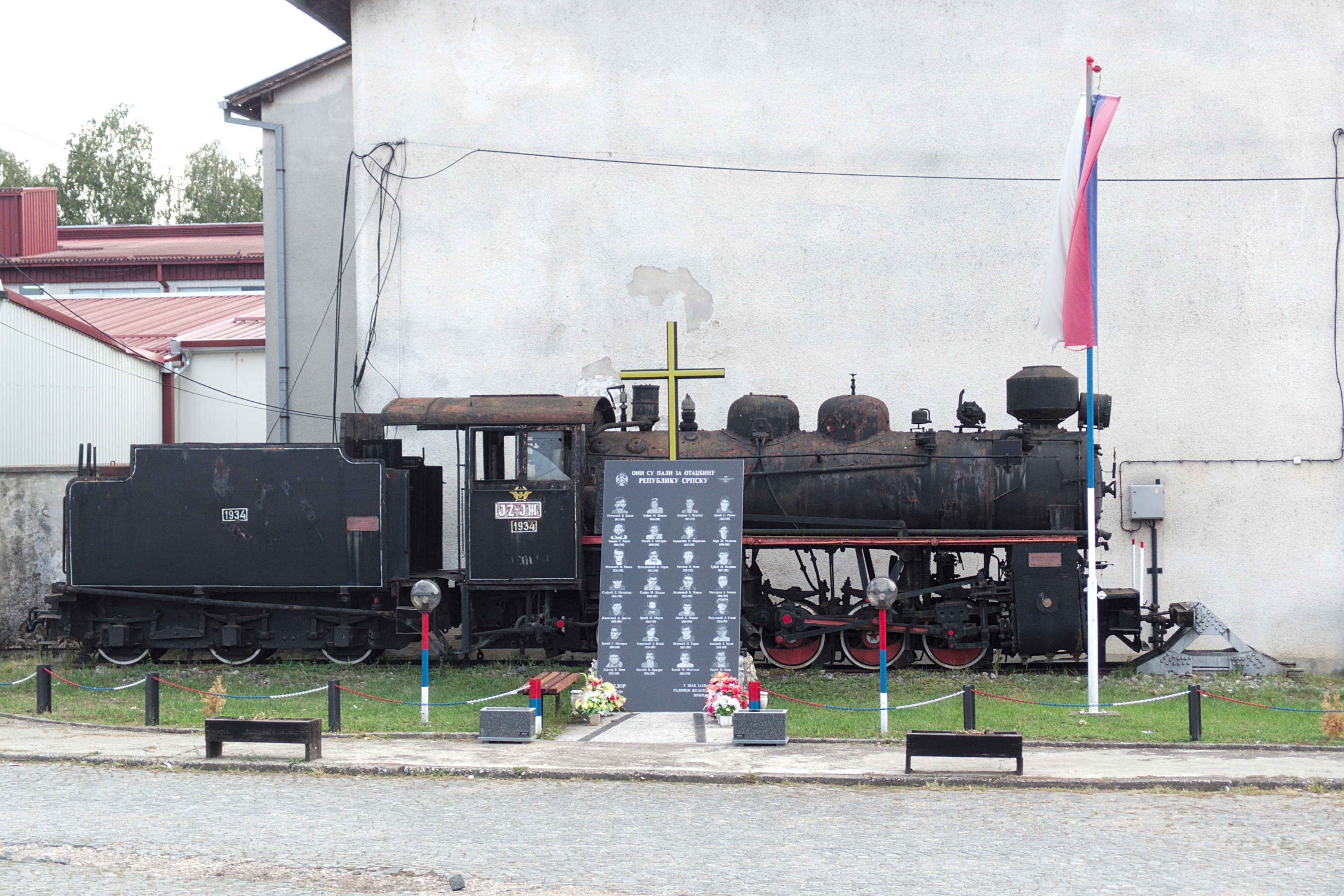
In Prijedor erinnert heute die aus der Tschechoslowakei stammende JŽ 1934 an die Steinbeisbahn. Vor der Lok ein Denkmal für die Opfer des Kriegs.

Für die Bewältigung des starken Verkehrs während des Ersten Weltkriegs wurden mehrere Lokomotiven requiriert. Nachdem Italien am 23. Mai 1915 in den Krieg eintrat, wurden am 1. Juni vier Maschinen der Reihe U von der Strecke Spalato–Sinj auf die Steinbeisbahn evakuiert. Im Oktober 1916 kam von den Niederösterreichischen Landesbahnen (NÖLB) eine Lokomotive der Reihe U und von den Ungarischen Staatsbahnen (MÁV) die 490.008 auf die Steinbeisbahn. Im letzten Kriegsjahr folgten weitere Maschinen.

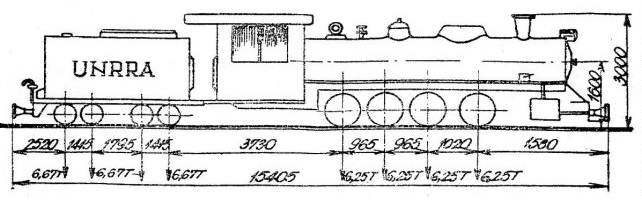
Typenskizze der UNRRA 1–34

Die 34 von der UNRRA in den Jahren 1945/46 gebrachten Schlepptenderlokomotiven wurden 1941 von H. K. Porter für die UdSSR entworfen. Sie waren einfache, nach amerikanischen Gepflogenheiten entworfene Vierkupplermaschinen mit einem vierachsigen Schlepptender. Obwohl sie nur über eine Leistung von 240 PS verfügten, bewährten sie sich mit nur 6 Tonnen Achslast und spurkranzlosen Mittelachsen auf den kurvenreichen Schmalspurstrecken. Die 34 Lokomotiven wurden während ihrer gesamten Einsatzzeit nicht ins JDŽ-Baureihensystem eingefügt und behielten ihre UNRRA-Nummern.
1946 beschafften die Jugoslawischen Staatsbahnen (JDŽ) für den Einsatz auf der Steinbeisbahn die Schlepptenderlokomotiven JDŽ 1932 bis 1937. Geliefert wurden die sechs Maschinen vom tschechoslowakischen Hersteller Škoda. Technisch waren sie den O&K-Maschinen 29–32 ähnlich. Nachteilig bei den Škoda-Lokomotiven war die schlechte Sicht nach hinten wegen des großen Tenders. Das war jedoch bei der Steinbeisbahn nicht von Bedeutung, da alle größeren Stationen über Gleisdreiecke oder Drehscheiben verfügten.

## Betrieb

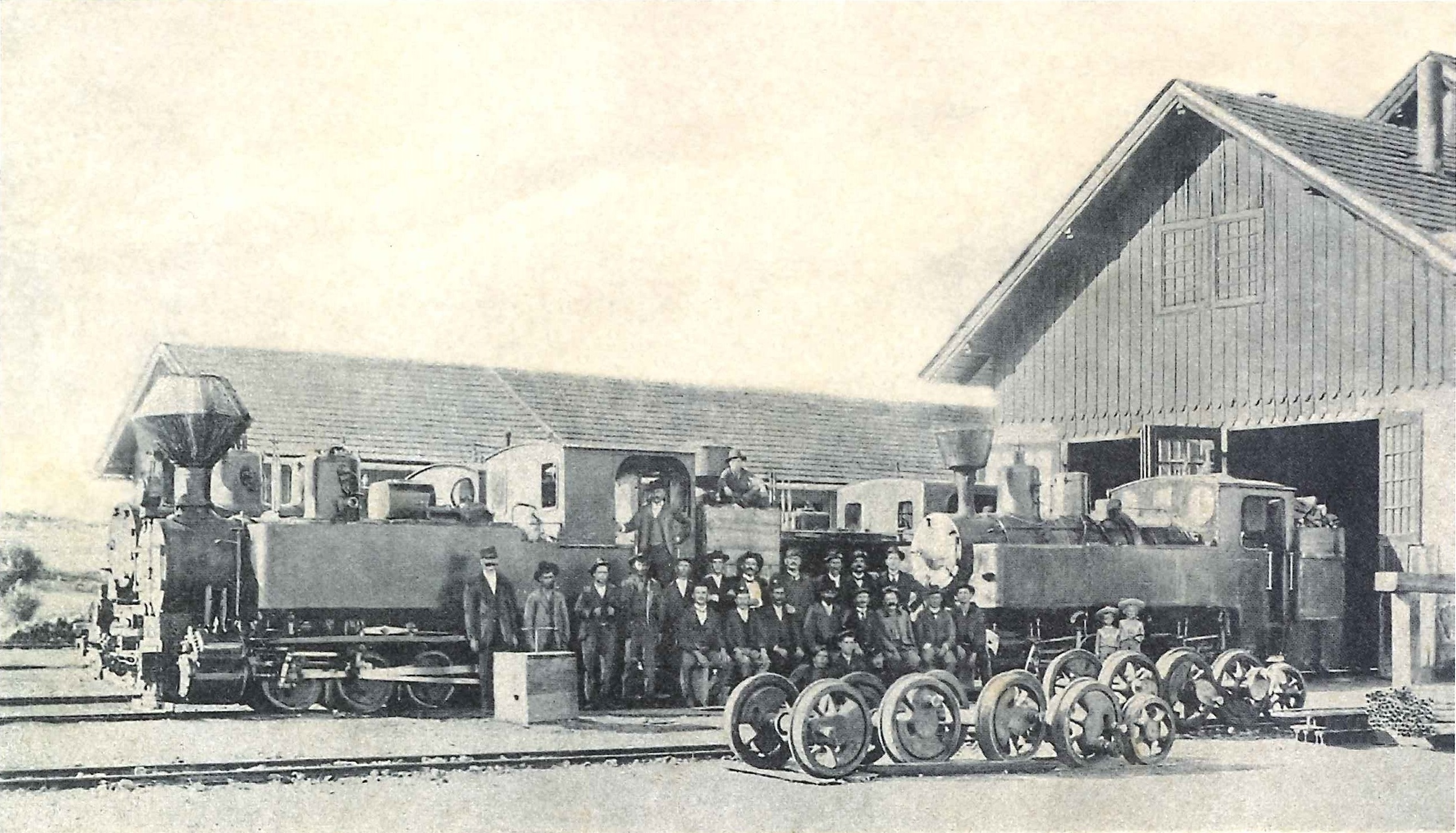
Erinnerungsbild des Heizhauses Drvar mit Personal, Fünfkupplerlokomotive aus dem 1911 und B+B-Mallet-Lokomotive aus dem Jahr 1904

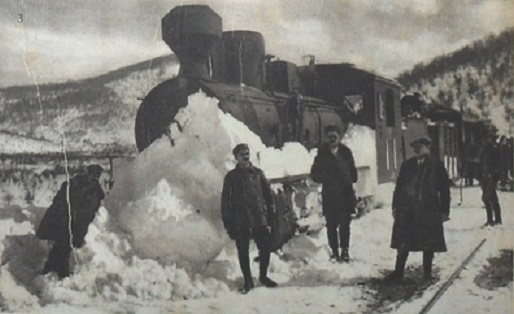
Im Winter war bei der Steinbeisbahn ein großer Aufwand für Schneeräumung notwendig.

Die BFIAG hielt die Steinbeisbahn technisch stets auf bestem technischen Stand. Bis zum Ausbruch des Ersten Weltkriegs wurden meist bei Maffei in München 26 Lokomotiven beschafft. Der Wagenpark bestand aus vierachsigen Rungenwagen für Langholz mit 20 Tonnen Tragkraft, Bretterwagen für 15 Tonnen Last und einer großen Anzahl von Drehschemelwagen. Unterhalten wurde das Rollmaterial in der großen eigenen Werkstätte in Drvar.
Ab dem Ersten Weltkrieg wurde die Bahn dem regulären Reise- und dem allgemeinen Güterverkehr geöffnet. Täglich verkehrte ein Zugpaar von Prijedor nach Knin von Srnetica nach Jajce. Hauptgeschäft blieb nach wie vor der Holzverkehr, obwohl aus dem 1919 eröffneten Bergwerk Suhača bei Sanski Most Kohle zum Stahlwerk in Zenica transportiert wurde. 1925 standen dem Betrieb 39 Lokomotiven, 851 Güter- und 38 Personenwagen zur Verfügung.
Der Winterbetrieb erforderte einen großen Aufwand für die Schneeräumung. Regen in Frühjahr und Herbst führte zu Adhäsionsproblemen, die häufig Vorapann erforderten, und in trockenen Sommern beeinträchtige Wassermangel die Leistungsfähigkeit der Dampflokomotiven.
In den letzten Betriebsjahren wurde der Abschnitt Mlinište–Šipovo nur noch von Güterzügen befahren. Im Fahrplanjahr 1968/69 verkehrte zwischen Prijedor und Drvar ein durchgehendes Personenzugpaar mit einer Fahrzeit von rund siebeneinhalb Stunden. Zwischen Prijedor und Sanica bestanden zusätzlich vier Verbindungen und auf dem Teilstück Lička Kaldrma–Drvar fuhren vier Züge, die größtenteils nur die zweite Wagenklasse führten. Der Abschnitt Šipovo–Jajce war Teil der Kursbuchstrecke 72 Lašva–Donji Vakuf–Gornji Vakuf/Jajce–Šipovo mit vier Verbindungen zwischen Jajce und Šipovo.